# Sevim Dağdelen
Sevim Dağdelen (née le 4 septembre 1975 à Duisbourg), est une femme politique allemande d'origine turque.

## Biographie
Issue d’une famille kurde alévi d’Erzincan, elle est active dans le secteur social immigré. 
Sevim Dağdelen est élue députée fédérale au Bundestag à la proportionnelle en Rhénanie-du-Nord-Westphalie sur la liste Die Linke aux élections fédérales allemandes de 2005.

## Positions politiques
En février 2022, Sevim Dağdelen nie les références des agences de renseignement occidentales à l'invasion imminente de l'Ukraine par la Russie en 2022. Le 18 février 2022, elle apparaît lors d'une manifestation à Berlin avec le slogan « La sécurité pour la Russie est la sécurité pour notre pays », où elle accuse les médias allemands de diffuser les « histoires à dormir debout des services de renseignement américains ». Après l'invasion russe, elle fait partie des cosignataires d'une déclaration attribuant aux États-Unis une responsabilité importante dans cette invasion.